# Lepidopalpus
Lepidopalpus é um gênero de traça pertencente à família Arctiidae.